# Pavé de Viesly à Briastre
Der Sektor Pavé de Viesly à Briastre ist ein 3000 Meter langer mit Kopfsteinen gepflasterter Weg, welcher bei Paris–Roubaix von Viesly in Richtung Briastre befahren wird.

## Charakteristik
Der Sektor Pavé de Viesly à Briastre ist mit der Schwierigkeitsstufe von 3 Sternen ausgezeichnet. Auf den ersten 1600 Meter steigt der Abschnitt leicht an und fällt zum Ende mit durchschnittlich 2,9 % ab. Maximales Gefälle ist ca. 5 %.

## Geschichte
Der Sektor stand 2017 das erste Mal seit 1989 wieder auf dem Programm bei Paris–Roubaix. Bei Paris–Roubaix 2018 stürzte Michael Goolaerts auf dem zweiten Pavé-Abschnitt dieses Rennens Nr. 28 von Viesly nach Briastre mit leichtem Gefälle und blieb mehrere Minuten nach einem Herzstillstand bewusstlos liegen, während das Rennen weiterlief.
Nach einer Wiederbelebung durch Sanitäter wurde er in lebensbedrohlichem Zustand mit einem Hubschrauber in das Universitätskrankenhaus (CHU) in Lille geflogen. Dort starb der 23-Jährige um 22:40 Uhr.
Im Juni 2018 wurde bekannt gegeben, dass der Sektor nach Michael Goolaerts benannt wird.

## Bildergalerie

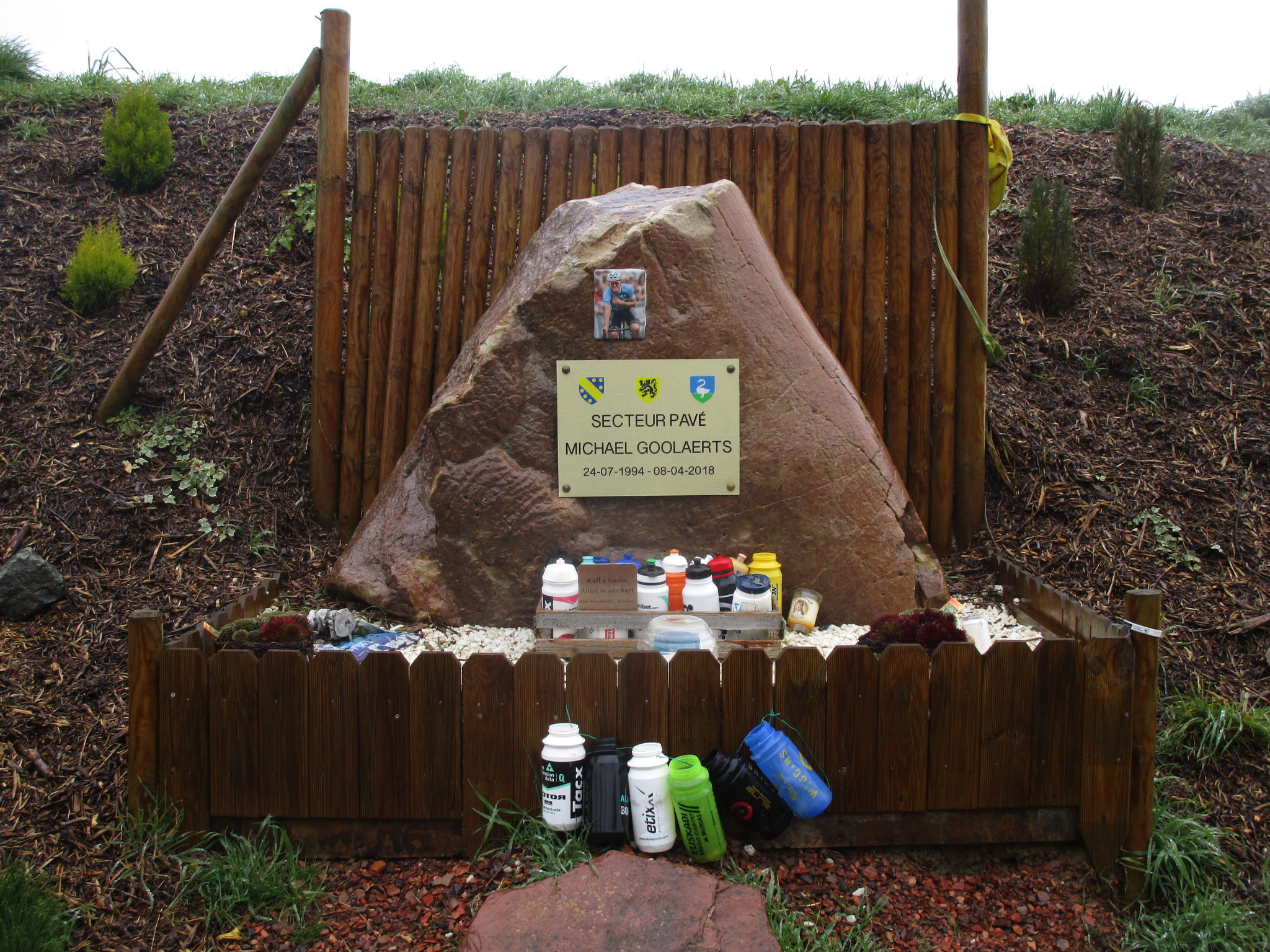
Gedenkstelle Pavé Michael Goolaerts